# World Endurance Championship 2022
FIA World Endurance Championship 2022 – dziesiąty sezon World Endurance Championship organizowany przez Fédération Internationale de l’Automobile (FIA) i Automobile Club de l’Ouest (ACO). W sezonie udział wzięły prototypy i grand tourery podzielone na cztery kategorie: Hypercar, LMP2, LMGTE Pro oraz LMGTE Am. Sezon rozpoczął się wyścigiem na torze Sebring a zakończył na torze w Bahrajnie.
Mistrzostwa świata producentów zdobyli: Toyota (Hypercar) oraz Ferrari (LMGTE).
Trofea endurance pośród zespołów wywalczyli: Jota (LMP2), TF Sport (LMGTE Am) oraz AF Corse (LMP2 Pro-Am).
Mistrzostwa świata kierowców zdobyli: Sébastien Buemi, Brendon Hartley i Ryō Hirakawa (Hypercar) oraz James Calado i Alessandro Pier Guidi (LMGTE).
Trofea endurance pośród kierowców wywalczyli: António Félix da Costa, Roberto González i Will Stevens (LMP2), Ben Keating oraz Marco Sørensen (LMGTE Am) i Alessio Rovera, François Perrodo oraz Nicklas Nielsen (LMP2 Pro-Am).

## Klasy
Prototypy
- Hypercar (Le Mans Hypercar (LMH) i Le Mans Daytona h (LMDh))
- Le Mans Prototype 2 (LMP2)

Samochody GT
- LMGTE Pro
- LMGTE Am

Był to pierwszy sezon, w którym prototypy LMDh były formalnie dopuszczone do startów w klasie Hypercar. Oprócz tego samochody LMDh miały możliwość startów przed homologacją na zasadzie zgłaszania się do pojedynczych wyścigów i bez punktowania w nich. Porsche rozważało skorzystanie z tej zasady żeby wystartować w wyścigu w Bahrajnie, jednak ostatecznie zrezygnowało z tego.
Sezon ten był ostatnim dla klasy LMGTE Pro z racji niespełnienia wymogów ACO odnośnie minimalnej liczby producentów, przynajmniej dwóch, w przyszłym sezonie.
Był to ostatni sezon klasyfikacji LMP2 Pro-Am dla zespołów z przynajmniej jednym kierowcą mającym brązową kategorię.

## Kalendarz
Kalendarz na ten sezon został ogłoszony 20 sierpnia 2021 roku.
| Runda | Wyścig                       | Tor                           | Lokalizacja                | Termin        |
| ----- | ---------------------------- | ----------------------------- | -------------------------- | ------------- |
| 1     | 1000 Miles of Sebring        | Sebring International Raceway | Sebring, Stany Zjednoczone | 18 marca      |
| 2     | 6 Hours of Spa-Francorchamps | Circuit de Spa-Francorchamps  | Stavelot, Belgia           | 7 maja        |
| 3     | 24 Hours of Le Mans          | Circuit de la Sarthe          | Le Mans, Francja           | 11–12 czerwca |
| 4     | 6 Hours of Monza             | Autodromo Nazionale di Monza  | Monza, Włochy              | 10 lipca      |
| 5     | 6 Hours of Fuji              | Fuji Speedway                 | Oyama, Japonia             | 11 września   |
| 6     | 8 Hours of Bahrain           | Bahrain International Circuit | Sakhir, Bahrajn            | 11 listopada  |

## Lista startowa

### Hypercar
Wszystkie zespoły korzystały z opon Michelin.
| Zespół                | Samochód            | Silnik                     | Hybryda | Nr  | Kierowcy           | Rundy     | Źródła                      |
| --------------------- | ------------------- | -------------------------- | ------- | --- | ------------------ | --------- | --------------------------- |
| Toyota Gazoo Racing   | Toyota GR010 Hybrid | Toyota 3.5 L Turbo V6      | Tak     | 7   | Mike Conway        | Wszystkie | [ 8 ]                       |
| Toyota Gazoo Racing   | Toyota GR010 Hybrid | Toyota 3.5 L Turbo V6      | Tak     | 7   | Kamui Kobayashi    | Wszystkie | [ 8 ]                       |
| Toyota Gazoo Racing   | Toyota GR010 Hybrid | Toyota 3.5 L Turbo V6      | Tak     | 7   | José María López   | Wszystkie | [ 8 ]                       |
| Toyota Gazoo Racing   | Toyota GR010 Hybrid | Toyota 3.5 L Turbo V6      | Tak     | 8   | Sébastien Buemi    | Wszystkie | [ 8 ]                       |
| Toyota Gazoo Racing   | Toyota GR010 Hybrid | Toyota 3.5 L Turbo V6      | Tak     | 8   | Brendon Hartley    | Wszystkie | [ 8 ]                       |
| Toyota Gazoo Racing   | Toyota GR010 Hybrid | Toyota 3.5 L Turbo V6      | Tak     | 8   | Ryō Hirakawa       | Wszystkie | [ 8 ]                       |
| Alpine Elf Team       | Alpine A480         | Gibson GL458 4.5 L V8      | Nie     | 36  | André Negrão       | Wszystkie | [ 9 ] [ 10 ] [ 11 ]         |
| Alpine Elf Team       | Alpine A480         | Gibson GL458 4.5 L V8      | Nie     | 36  | Nicolas Lapierre   | Wszystkie | [ 9 ] [ 10 ] [ 11 ]         |
| Alpine Elf Team       | Alpine A480         | Gibson GL458 4.5 L V8      | Nie     | 36  | Matthieu Vaxivière | Wszystkie | [ 9 ] [ 10 ] [ 11 ]         |
| Peugeot TotalEnergies | Peugeot 9x8         | Peugeot 2.6 L bi-turbo V6  | Tak     | 93  | Paul di Resta      | 4–6       | [ 12 ] [ 10 ] [ 13 ] [ 14 ] |
| Peugeot TotalEnergies | Peugeot 9x8         | Peugeot 2.6 L bi-turbo V6  | Tak     | 93  | Mikkel Jensen      | 4–6       | [ 12 ] [ 10 ] [ 13 ] [ 14 ] |
| Peugeot TotalEnergies | Peugeot 9x8         | Peugeot 2.6 L bi-turbo V6  | Tak     | 93  | Jean-Éric Vergne   | 4–6       | [ 12 ] [ 10 ] [ 13 ] [ 14 ] |
| Peugeot TotalEnergies | Peugeot 9x8         | Peugeot 2.6 L bi-turbo V6  | Tak     | 94  | Loïc Duval         | 4–6       | [ 12 ] [ 10 ] [ 14 ] [ 15 ] |
| Peugeot TotalEnergies | Peugeot 9x8         | Peugeot 2.6 L bi-turbo V6  | Tak     | 94  | Gustavo Menezes    | 4–6       | [ 12 ] [ 10 ] [ 14 ] [ 15 ] |
| Peugeot TotalEnergies | Peugeot 9x8         | Peugeot 2.6 L bi-turbo V6  | Tak     | 94  | James Rossiter     | 4–5       | [ 12 ] [ 10 ] [ 14 ] [ 15 ] |
| Peugeot TotalEnergies | Peugeot 9x8         | Peugeot 2.6 L bi-turbo V6  | Tak     | 94  | Nico Müller        | 6         | [ 12 ] [ 10 ] [ 14 ] [ 15 ] |
| Glickenhaus Racing    | Glickenhaus 007 LMH | Glickenhaus 3.5 L Turbo V8 | Nie     | 708 | Oliver Pla         | 1–4       | [ 10 ] [ 16 ]               |
| Glickenhaus Racing    | Glickenhaus 007 LMH | Glickenhaus 3.5 L Turbo V8 | Nie     | 708 | Romain Dumas       | 1–4       | [ 10 ] [ 16 ]               |
| Glickenhaus Racing    | Glickenhaus 007 LMH | Glickenhaus 3.5 L Turbo V8 | Nie     | 708 | Luis Felipe Derani | 2–4       | [ 10 ] [ 16 ]               |
| Glickenhaus Racing    | Glickenhaus 007 LMH | Glickenhaus 3.5 L Turbo V8 | Nie     | 708 | Ryan Briscoe       | 1         | [ 10 ] [ 16 ]               |
| Listy startowe        |                     |                            |         |     |                    |           |                             |

### LMP2
Wszystkie zespoły korzystały z opon Goodyear oraz silników Gibson GK428 V8.
Klasyfikacja LMP2 Pro-Am składała się z zespołów, które w składzie miały kierowców z brązową kategorią FIA.
| Zespół                    | Samochód | Nr | K  | Kierowcy               | Rundy     | Źródła                             |
| ------------------------- | -------- | -- | -- | ---------------------- | --------- | ---------------------------------- |
| Richard Mille Racing Team | Oreca 07 | 1  | P2 | Lilou Wadoux           | Wszystkie | [ 10 ] [ 25 ] [ 26 ]               |
| Richard Mille Racing Team | Oreca 07 | 1  | P2 | Charles Milesi         | Wszystkie | [ 10 ] [ 25 ] [ 26 ]               |
| Richard Mille Racing Team | Oreca 07 | 1  | P2 | Sébastien Ogier        | 1–3       | [ 10 ] [ 25 ] [ 26 ]               |
| Richard Mille Racing Team | Oreca 07 | 1  | P2 | Paul-Loup Chatin       | 4–6       | [ 10 ] [ 25 ] [ 26 ]               |
| Team Penske               | Oreca 07 | 5  | P2 | Dane Cameron           | 1–3       | [ 27 ] [ 10 ]                      |
| Team Penske               | Oreca 07 | 5  | P2 | Emmanuel Collard       | 1–3       | [ 27 ] [ 10 ]                      |
| Team Penske               | Oreca 07 | 5  | P2 | Felipe Nasr            | 1–3       | [ 27 ] [ 10 ]                      |
| Prema Orlen Team          | Oreca 07 | 9  | P2 | Robert Kubica          | Wszystkie | [ 28 ] [ 10 ]                      |
| Prema Orlen Team          | Oreca 07 | 9  | P2 | Louis Delétraz         | Wszystkie | [ 28 ] [ 10 ]                      |
| Prema Orlen Team          | Oreca 07 | 9  | P2 | Lorenzo Colombo        | Wszystkie | [ 28 ] [ 10 ]                      |
| Vector Sport              | Oreca 07 | 10 | P2 | Ryan Cullen            | Wszystkie | [ 29 ] [ 30 ] [ 10 ] [ 31 ] [ 32 ] |
| Vector Sport              | Oreca 07 | 10 | P2 | Sébastien Bourdais     | 2–6       | [ 29 ] [ 30 ] [ 10 ] [ 31 ] [ 32 ] |
| Vector Sport              | Oreca 07 | 10 | P2 | Nico Müller            | 1–4       | [ 29 ] [ 30 ] [ 10 ] [ 31 ] [ 32 ] |
| Vector Sport              | Oreca 07 | 10 | P2 | Renger van der Zande   | 5–6       | [ 29 ] [ 30 ] [ 10 ] [ 31 ] [ 32 ] |
| Vector Sport              | Oreca 07 | 10 | P2 | Mike Rockenfeller      | 1         | [ 29 ] [ 30 ] [ 10 ] [ 31 ] [ 32 ] |
| United Autosports USA     | Oreca 07 | 22 | P2 | Filipe Albuquerque     | Wszystkie | [ 33 ] [ 34 ] [ 35 ] [ 10 ]        |
| United Autosports USA     | Oreca 07 | 22 | P2 | Philip Hanson          | Wszystkie | [ 33 ] [ 34 ] [ 35 ] [ 10 ]        |
| United Autosports USA     | Oreca 07 | 22 | P2 | Will Owen              | Wszystkie | [ 33 ] [ 34 ] [ 35 ] [ 10 ]        |
| United Autosports USA     | Oreca 07 | 23 | P2 | Joshua Pierson         | Wszystkie | [ 36 ] [ 37 ] [ 10 ] [ 38 ]        |
| United Autosports USA     | Oreca 07 | 23 | P2 | Oliver Jarvis          | Wszystkie | [ 36 ] [ 37 ] [ 10 ] [ 38 ]        |
| United Autosports USA     | Oreca 07 | 23 | P2 | Alex Lynn              | 2–6       | [ 36 ] [ 37 ] [ 10 ] [ 38 ]        |
| United Autosports USA     | Oreca 07 | 23 | P2 | Paul di Resta          | 1         | [ 36 ] [ 37 ] [ 10 ] [ 38 ]        |
| Jota                      | Oreca 07 | 28 | P2 | Oliver Rasmussen       | Wszystkie | [ 10 ]                             |
| Jota                      | Oreca 07 | 28 | P2 | Edward Jones           | Wszystkie | [ 10 ]                             |
| Jota                      | Oreca 07 | 28 | P2 | Jonathan Aberdein      | Wszystkie | [ 10 ]                             |
| Jota                      | Oreca 07 | 38 | P2 | Roberto González       | Wszystkie | [ 10 ]                             |
| Jota                      | Oreca 07 | 38 | P2 | Antonio Felix da Costa | Wszystkie | [ 10 ]                             |
| Jota                      | Oreca 07 | 38 | P2 | William Stevens        | Wszystkie | [ 10 ]                             |
| Team WRT                  | Oreca 07 | 31 | P2 | Sean Gelael            | Wszystkie | [ 39 ] [ 40 ] [ 41 ] [ 42 ]        |
| Team WRT                  | Oreca 07 | 31 | P2 | Robin Frijns           | Wszystkie | [ 39 ] [ 40 ] [ 41 ] [ 42 ]        |
| Team WRT                  | Oreca 07 | 31 | P2 | René Rast              | 1–4, 6    | [ 39 ] [ 40 ] [ 41 ] [ 42 ]        |
| Team WRT                  | Oreca 07 | 31 | P2 | Dries Vanthoor         | 5         | [ 39 ] [ 40 ] [ 41 ] [ 42 ]        |
| RealTeam by WRT           | Oreca 07 | 41 | P2 | Rui Andrade            | Wszystkie | [ 39 ] [ 40 ] [ 41 ]               |
| RealTeam by WRT           | Oreca 07 | 41 | P2 | Ferdinand Habsburg     | Wszystkie | [ 39 ] [ 40 ] [ 41 ]               |
| RealTeam by WRT           | Oreca 07 | 41 | P2 | Norman Nato            | Wszystkie | [ 39 ] [ 40 ] [ 41 ]               |
| Inter Europol Competition | Oreca 07 | 34 | P2 | Jakub Śmiechowski      | Wszystkie | [ 43 ] [ 10 ] [ 44 ]               |
| Inter Europol Competition | Oreca 07 | 34 | P2 | Esteban Gutiérrez      | Wszystkie | [ 43 ] [ 10 ] [ 44 ]               |
| Inter Europol Competition | Oreca 07 | 34 | P2 | Alex Brundle           | 2–6       | [ 43 ] [ 10 ] [ 44 ]               |
| Inter Europol Competition | Oreca 07 | 34 | P2 | Fabio Scherer          | 1         | [ 43 ] [ 10 ] [ 44 ]               |
| Ultimate                  | Oreca 07 | 35 | PA | Jean-Baptiste Lahaye   | Wszystkie | [ 10 ]                             |
| Ultimate                  | Oreca 07 | 35 | PA | Matthieu Lahaye        | Wszystkie | [ 10 ]                             |
| Ultimate                  | Oreca 07 | 35 | PA | François Heriau        | Wszystkie | [ 10 ]                             |
| ARC Bratislava            | Oreca 07 | 44 | PA | Miroslav Konôpka       | 1–4, 6    | [ 10 ] [ 45 ]                      |
| ARC Bratislava            | Oreca 07 | 44 | PA | Tijmen van der Helm    | 1–2, 4    | [ 10 ] [ 45 ]                      |
| ARC Bratislava            | Oreca 07 | 44 | PA | Bent Viscaal           | 2–3       | [ 10 ] [ 45 ]                      |
| ARC Bratislava            | Oreca 07 | 44 | PA | Mathias Beche          | 1, 4, 6   | [ 10 ] [ 45 ]                      |
| ARC Bratislava            | Oreca 07 | 44 | PA | Tristan Vautier        | 3         | [ 10 ] [ 45 ]                      |
| ARC Bratislava            | Oreca 07 | 44 | PA | Richard Bradley        | 6         | [ 10 ] [ 45 ]                      |
| Algarve Pro Racing        | Oreca 07 | 45 | PA | James Allen            | Wszystkie | [ 48 ]                             |
| Algarve Pro Racing        | Oreca 07 | 45 | PA | Rene Binder            | Wszystkie | [ 48 ]                             |
| Algarve Pro Racing        | Oreca 07 | 45 | PA | Steven Thomas          | Wszystkie | [ 48 ]                             |
| AF Corse                  | Oreca 07 | 83 | PA | François Perrodo       | Wszystkie | [ 49 ] [ 50 ]                      |
| AF Corse                  | Oreca 07 | 83 | PA | Nicklas Nielsen        | Wszystkie | [ 49 ] [ 50 ]                      |
| AF Corse                  | Oreca 07 | 83 | PA | Alessio Rovera         | Wszystkie | [ 49 ] [ 50 ]                      |
| Listy startowe            |          |    |    |                        |           |                                    |

| Ikona | Klasyfikacja          |
| ----- | --------------------- |
| P2    | Tylko LMP2            |
| PA    | LMP2 oraz LMP2 Pro-Am |

### LMGTE Pro
| Zespół          | Samochód                | Silnik                        | Opony | Nr | Kierowcy              | Rundy     | Źródła        |
| --------------- | ----------------------- | ----------------------------- | ----- | -- | --------------------- | --------- | ------------- |
| AF Corse        | Ferrari 488 GTE Evo     | Ferrari F154CB 3.9 L Turbo V8 | M     | 51 | Alessandro Pier Guidi | Wszystkie | [ 10 ] [ 51 ] |
| AF Corse        | Ferrari 488 GTE Evo     | Ferrari F154CB 3.9 L Turbo V8 | M     | 51 | James Calado          | Wszystkie | [ 10 ] [ 51 ] |
| AF Corse        | Ferrari 488 GTE Evo     | Ferrari F154CB 3.9 L Turbo V8 | M     | 51 | Daniel Serra          | 3         | [ 10 ] [ 51 ] |
| AF Corse        | Ferrari 488 GTE Evo     | Ferrari F154CB 3.9 L Turbo V8 | M     | 52 | Miguel Molina         | Wszystkie | [ 10 ] [ 51 ] |
| AF Corse        | Ferrari 488 GTE Evo     | Ferrari F154CB 3.9 L Turbo V8 | M     | 52 | Antonio Fuoco         | Wszystkie | [ 10 ] [ 51 ] |
| AF Corse        | Ferrari 488 GTE Evo     | Ferrari F154CB 3.9 L Turbo V8 | M     | 52 | Davide Rigon          | 3         | [ 10 ] [ 51 ] |
| Corvette Racing | Chevrolet Corvette C8.R | Chevrolet 5.5 L V8            | M     | 64 | Tommy Milner          | Wszystkie | [ 52 ]        |
| Corvette Racing | Chevrolet Corvette C8.R | Chevrolet 5.5 L V8            | M     | 64 | Nick Tandy            | Wszystkie | [ 52 ]        |
| Corvette Racing | Chevrolet Corvette C8.R | Chevrolet 5.5 L V8            | M     | 64 | Alexander Sims        | 3         | [ 52 ]        |
| Porsche GT Team | Porsche 911 RSR-19      | Porsche 4.2 L Flat-6          | M     | 91 | Gianmaria Bruni       | Wszystkie | [ 53 ] [ 54 ] |
| Porsche GT Team | Porsche 911 RSR-19      | Porsche 4.2 L Flat-6          | M     | 91 | Richard Lietz         | 1–3, 5–6  | [ 53 ] [ 54 ] |
| Porsche GT Team | Porsche 911 RSR-19      | Porsche 4.2 L Flat-6          | M     | 91 | Frédéric Makowiecki   | 3–4       | [ 53 ] [ 54 ] |
| Porsche GT Team | Porsche 911 RSR-19      | Porsche 4.2 L Flat-6          | M     | 92 | Kévin Estre           | Wszystkie | [ 53 ]        |
| Porsche GT Team | Porsche 911 RSR-19      | Porsche 4.2 L Flat-6          | M     | 92 | Michael Christensen   | Wszystkie | [ 53 ]        |
| Porsche GT Team | Porsche 911 RSR-19      | Porsche 4.2 L Flat-6          | M     | 92 | Laurens Vanthoor      | 3         | [ 53 ]        |
| Listy startowe  |                         |                               |       |    |                       |           |               |

### LMGTE Am
| Zespół                | Samochód                 | Silnik                        | Opony | Nr  | Kierowcy              | Rundy     | Źródła                      |
| --------------------- | ------------------------ | ----------------------------- | ----- | --- | --------------------- | --------- | --------------------------- |
| AF Corse              | Ferrari 488 GTE Evo      | Ferrari F154CB 3.9 L Turbo V8 | M     | 21  | Toni Vilander         | Wszystkie | [ 55 ]                      |
| AF Corse              | Ferrari 488 GTE Evo      | Ferrari F154CB 3.9 L Turbo V8 | M     | 21  | Christoph Ulrich      | Wszystkie | [ 55 ]                      |
| AF Corse              | Ferrari 488 GTE Evo      | Ferrari F154CB 3.9 L Turbo V8 | M     | 21  | Simon Mann            | Wszystkie | [ 55 ]                      |
| AF Corse              | Ferrari 488 GTE Evo      | Ferrari F154CB 3.9 L Turbo V8 | M     | 54  | Thomas Flohr          | Wszystkie | [ 10 ] [ 56 ] [ 42 ]        |
| AF Corse              | Ferrari 488 GTE Evo      | Ferrari F154CB 3.9 L Turbo V8 | M     | 54  | Francesco Castellacci | Wszystkie | [ 10 ] [ 56 ] [ 42 ]        |
| AF Corse              | Ferrari 488 GTE Evo      | Ferrari F154CB 3.9 L Turbo V8 | M     | 54  | Nick Cassidy          | 1–4, 6    | [ 10 ] [ 56 ] [ 42 ]        |
| AF Corse              | Ferrari 488 GTE Evo      | Ferrari F154CB 3.9 L Turbo V8 | M     | 54  | Davide Rigon          | 5         | [ 10 ] [ 56 ] [ 42 ]        |
| TF Sport              | Aston Martin Vantage AMR | Aston Martin 4.0 L Turbo V8   | M     | 33  | Ben Keating           | Wszystkie | [ 57 ] [ 58 ]               |
| TF Sport              | Aston Martin Vantage AMR | Aston Martin 4.0 L Turbo V8   | M     | 33  | Marco Sørensen        | Wszystkie | [ 57 ] [ 58 ]               |
| TF Sport              | Aston Martin Vantage AMR | Aston Martin 4.0 L Turbo V8   | M     | 33  | Henrique Chaves       | 2–6       | [ 57 ] [ 58 ]               |
| TF Sport              | Aston Martin Vantage AMR | Aston Martin 4.0 L Turbo V8   | M     | 33  | Florian Latorre       | 1         | [ 57 ] [ 58 ]               |
| D’Station Racing      | Aston Martin Vantage AMR | Aston Martin 4.0 L Turbo V8   | M     | 777 | Satoshi Hoshino       | Wszystkie | [ 10 ] [ 59 ]               |
| D’Station Racing      | Aston Martin Vantage AMR | Aston Martin 4.0 L Turbo V8   | M     | 777 | Charles Fagg          | Wszystkie | [ 10 ] [ 59 ]               |
| D’Station Racing      | Aston Martin Vantage AMR | Aston Martin 4.0 L Turbo V8   | M     | 777 | Tomonobu Fujii        | Wszystkie | [ 10 ] [ 59 ]               |
| Team Project 1        | Porsche 911 RSR-19       | Porsche 4.2 L Flat-6          | M     | 46  | Matteo Cairoli        | Wszystkie | [ 10 ]                      |
| Team Project 1        | Porsche 911 RSR-19       | Porsche 4.2 L Flat-6          | M     | 46  | Mikkel Pedersen       | Wszystkie | [ 10 ]                      |
| Team Project 1        | Porsche 911 RSR-19       | Porsche 4.2 L Flat-6          | M     | 46  | Nicolas Leutwiler     | Wszystkie | [ 10 ]                      |
| Team Project 1        | Porsche 911 RSR-19       | Porsche 4.2 L Flat-6          | M     | 56  | Ben Barnicoat         | Wszystkie | [ 10 ] [ 60 ] [ 61 ] [ 45 ] |
| Team Project 1        | Porsche 911 RSR-19       | Porsche 4.2 L Flat-6          | M     | 56  | Oliver Milroy         | 1–5       | [ 10 ] [ 60 ] [ 61 ] [ 45 ] |
| Team Project 1        | Porsche 911 RSR-19       | Porsche 4.2 L Flat-6          | M     | 56  | Brendan Iribe         | 1–4       | [ 10 ] [ 60 ] [ 61 ] [ 45 ] |
| Team Project 1        | Porsche 911 RSR-19       | Porsche 4.2 L Flat-6          | M     | 56  | Takeshi Kimura        | 5         | [ 10 ] [ 60 ] [ 61 ] [ 45 ] |
| Team Project 1        | Porsche 911 RSR-19       | Porsche 4.2 L Flat-6          | M     | 56  | Phillip Hyett         | 6         | [ 10 ] [ 60 ] [ 61 ] [ 45 ] |
| Team Project 1        | Porsche 911 RSR-19       | Porsche 4.2 L Flat-6          | M     | 56  | Gunnar Jeannette      | 6         | [ 10 ] [ 60 ] [ 61 ] [ 45 ] |
| Iron Lynx             | Ferrari 488 GTE Evo      | Ferrari F154CB 3.9 L Turbo V8 | M     | 60  | Claudio Schiavoni     | Wszystkie | [ 10 ] [ 62 ]               |
| Iron Lynx             | Ferrari 488 GTE Evo      | Ferrari F154CB 3.9 L Turbo V8 | M     | 60  | Giancarlo Fisichella  | 1–2, 4–6  | [ 10 ] [ 62 ]               |
| Iron Lynx             | Ferrari 488 GTE Evo      | Ferrari F154CB 3.9 L Turbo V8 | M     | 60  | Matteo Cressoni       | 1–2, 4–6  | [ 10 ] [ 62 ]               |
| Iron Lynx             | Ferrari 488 GTE Evo      | Ferrari F154CB 3.9 L Turbo V8 | M     | 60  | Alessandro Balzan     | 3         | [ 10 ] [ 62 ]               |
| Iron Lynx             | Ferrari 488 GTE Evo      | Ferrari F154CB 3.9 L Turbo V8 | M     | 60  | Raffaele Giammaria    | 3         | [ 10 ] [ 62 ]               |
| Iron Dames            | Ferrari 488 GTE Evo      | Ferrari F154CB 3.9 L Turbo V8 | M     | 85  | Rahel Frey            | Wszystkie | [ 10 ] [ 62 ]               |
| Iron Dames            | Ferrari 488 GTE Evo      | Ferrari F154CB 3.9 L Turbo V8 | M     | 85  | Michelle Gatting      | 1, 3–6    | [ 10 ] [ 62 ]               |
| Iron Dames            | Ferrari 488 GTE Evo      | Ferrari F154CB 3.9 L Turbo V8 | M     | 85  | Sarah Bovy            | 1, 3–6    | [ 10 ] [ 62 ]               |
| Iron Dames            | Ferrari 488 GTE Evo      | Ferrari F154CB 3.9 L Turbo V8 | M     | 85  | Christina Nielsen     | 2         | [ 10 ] [ 62 ]               |
| Iron Dames            | Ferrari 488 GTE Evo      | Ferrari F154CB 3.9 L Turbo V8 | M     | 85  | Doriane Pin           | 2         | [ 10 ] [ 62 ]               |
| Spirit of Race        | Ferrari 488 GTE Evo      | Ferrari F154CB 3.9 L Turbo V8 | M     | 71  | Franck Dezoteux       | Wszystkie | [ 10 ] [ 63 ]               |
| Spirit of Race        | Ferrari 488 GTE Evo      | Ferrari F154CB 3.9 L Turbo V8 | M     | 71  | Pierre Ragues         | Wszystkie | [ 10 ] [ 63 ]               |
| Spirit of Race        | Ferrari 488 GTE Evo      | Ferrari F154CB 3.9 L Turbo V8 | M     | 71  | Gabriel Aubry         | Wszystkie | [ 10 ] [ 63 ]               |
| Dempsey-Proton Racing | Porsche 911 RSR-19       | Porsche 4.2 L Flat-6          | M     | 77  | Christian Ried        | Wszystkie | [ 10 ] [ 64 ]               |
| Dempsey-Proton Racing | Porsche 911 RSR-19       | Porsche 4.2 L Flat-6          | M     | 77  | Sebastian Priaulx     | Wszystkie | [ 10 ] [ 64 ]               |
| Dempsey-Proton Racing | Porsche 911 RSR-19       | Porsche 4.2 L Flat-6          | M     | 77  | Harry Tincknell       | Wszystkie | [ 10 ] [ 64 ]               |
| Dempsey-Proton Racing | Porsche 911 RSR-19       | Porsche 4.2 L Flat-6          | M     | 88  | Fred Poordad          | Wszystkie | [ 10 ]                      |
| Dempsey-Proton Racing | Porsche 911 RSR-19       | Porsche 4.2 L Flat-6          | M     | 88  | Patrick Lindsey       | 1–2, 4–6  | [ 10 ]                      |
| Dempsey-Proton Racing | Porsche 911 RSR-19       | Porsche 4.2 L Flat-6          | M     | 88  | Jan Heylen            | 2–6       | [ 10 ]                      |
| Dempsey-Proton Racing | Porsche 911 RSR-19       | Porsche 4.2 L Flat-6          | M     | 88  | Julien Andlauer       | 1         | [ 10 ]                      |
| Dempsey-Proton Racing | Porsche 911 RSR-19       | Porsche 4.2 L Flat-6          | M     | 88  | Maxwell Root          | 3         | [ 10 ]                      |
| GR Racing             | Porsche 911 RSR-19       | Porsche 4.2 L Flat-6          | M     | 86  | Michael Wainwright    | 2–6       | [ 10 ] [ 65 ]               |
| GR Racing             | Porsche 911 RSR-19       | Porsche 4.2 L Flat-6          | M     | 86  | Ben Barker            | 2–6       | [ 10 ] [ 65 ]               |
| GR Racing             | Porsche 911 RSR-19       | Porsche 4.2 L Flat-6          | M     | 86  | Riccardo Pera         | 2–6       | [ 10 ] [ 65 ]               |
| NorthWest AMR         | Aston Martin Vantage AMR | Aston Martin 4.0 L Turbo V8   | M     | 98  | Paul Dalla Lana       | Wszystkie | [ 10 ]                      |
| NorthWest AMR         | Aston Martin Vantage AMR | Aston Martin 4.0 L Turbo V8   | M     | 98  | David Pittard         | Wszystkie | [ 10 ]                      |
| NorthWest AMR         | Aston Martin Vantage AMR | Aston Martin 4.0 L Turbo V8   | M     | 98  | Nicki Thiim           | Wszystkie | [ 10 ]                      |
| Listy startowe        |                          |                               |       |     |                       |           |                             |

## Wyniki
Pogrubienie oznacza zwycięzców wyścigu bez podziału na kategorie.
| Runda | Tor               | Pole position                                    | Zwycięzcy Hypercar                               | Zwycięzcy LMP2                                       | Zwycięzcy LMGTE Pro                               | Zwycięzcy LMGTE Am                               | Wyniki             |
| ----- | ----------------- | ------------------------------------------------ | ------------------------------------------------ | ---------------------------------------------------- | ------------------------------------------------- | ------------------------------------------------ | ------------------ |
| 1     | Sebring           | #36 Alpine Elf Team                              | #36 Alpine Elf Team                              | #23 United Autosports USA                            | #92 Porsche GT Team                               | #98 Northwest AMR                                | Wyniki szczegółowe |
| 1     | Sebring           | André Negrão Nicolas Lapierre Matthieu Vaxivière | André Negrão Nicolas Lapierre Matthieu Vaxivière | Josh Pierson Oliver Jarvis Paul di Resta             | Kévin Estre Michael Christensen                   | Paul Dalla Lana David Pittard Nicki Thiim        | Wyniki szczegółowe |
| 2     | Spa-Francorchamps | #708 Glickenhaus Racing                          | #7 Toyota Gazoo Racing                           | #31 Team WRT                                         | #51 AF Corse                                      | #77 Dempsey-Proton Racing                        | Wyniki szczegółowe |
| 2     | Spa-Francorchamps | Oliver Pla Romain Dumas Luis Felipe Derani       | Mike Conway Kamui Kobayashi José María López     | Sean Gelael Robin Frijns René Rast                   | Alessandro Pier Guidi James Calado                | Christian Ried Sebastian Priaulx Harry Tincknell | Wyniki szczegółowe |
| 3     | Le Mans           | #8 Toyota Gazoo Racing                           | #8 Toyota Gazoo Racing                           | #38 Jota                                             | #91 Porsche GT Team                               | #33 TF Sport                                     | Wyniki szczegółowe |
| 3     | Le Mans           | Sébastien Buemi Brendon Hartley Ryō Hirakawa     | Sébastien Buemi Brendon Hartley Ryō Hirakawa     | Roberto González António Félix da Costa Will Stevens | Gianmaria Bruni Richard Lietz Frédéric Makowiecki | Ben Keating Henrique Chaves Marco Sørensen       | Wyniki szczegółowe |
| 4     | Monza             | #708 Glickenhaus Racing                          | #36 Alpine Elf Team                              | #41 RealTeam by WRT                                  | #64 Corvette Racing                               | #77 Dempsey – Proton Racing                      | Wyniki szczegółowe |
| 4     | Monza             | Oliver Pla Romain Dumas Luis Felipe Derani       | André Negrão Nicolas Lapierre Matthieu Vaxivière | Rui Andrade Ferdinand Habsburg Norman Nato           | Tommy Milner Nick Tandy                           | Christian Ried Sebastian Priaulx Harry Tincknell | Wyniki szczegółowe |
| 5     | Fuji              | #7 Toyota Gazoo Racing                           | #8 Toyota Gazoo Racing                           | #31 Team WRT                                         | #51 AF Corse                                      | #33 TF Sport                                     | Wyniki szczegółowe |
| 5     | Fuji              | Mike Conway Kamui Kobayashi José María López     | Sébastien Buemi Brendon Hartley Ryō Hirakawa     | Sean Gelael Robin Frijns Dries Vanthoor              | Alessandro Pier Guidi James Calado                | Rahel Frey Michelle Gatting Sarah Bovy           | Wyniki szczegółowe |
| 6     | Bahrain           | #8 Toyota Gazoo Racing                           | #7 Toyota Gazoo Racing                           | #31 Team WRT                                         | #52 AF Corse                                      | #46 Team Project 1                               | Wyniki szczegółowe |
| 6     | Bahrain           | Sébastien Buemi Brendon Hartley Ryō Hirakawa     | Mike Conway Kamui Kobayashi José María López     | Sean Gelael Robin Frijns René Rast                   | Miguel Molina Antonio Fuoco                       | Matteo Cairoli Mikkel Pedersen Nicolas Leutwiler | Wyniki szczegółowe |

## Klasyfikacje
| Długość wyścigu | 1  | 2  | 3  | 4  | 5  | 6  | 7  | 8 | 9 | 10 | PP |
| --------------- | -- | -- | -- | -- | -- | -- | -- | - | - | -- | -- |
| 6 godzin        | 25 | 18 | 15 | 12 | 10 | 8  | 6  | 4 | 2 | 1  | 1  |
| 8 godzin        | 38 | 27 | 23 | 18 | 15 | 12 | 9  | 6 | 3 | 2  | 1  |
| 24 godziny      | 50 | 36 | 30 | 24 | 20 | 16 | 12 | 8 | 4 | 2  | 1  |

### Hypercar

#### Mistrzostwo świata kierowców Hypercar
| Poz. | Kierowca                                         | SEB | SPA | LMS | MNZ | FUJ | BHR | Punkty |
| ---- | ------------------------------------------------ | --- | --- | --- | --- | --- | --- | ------ |
| 1    | Sébastien Buemi Brendon Hartley Ryō Hirakawa     | 2   | NS  | 1   | 2   | 1   | 2   | 149    |
| 2    | Nicolas Lapierre André Negrão Matthieu Vaxivière | 1   | 2   | 4   | 1   | 3   | 3   | 144    |
| 3    | Mike Conway Kamui Kobayashi José María López     | NU  | 1   | 2   | 3   | 2   | 1   | 133    |
| 4    | Oliver Pla Romain Dumas                          | 3   | 3   | 3   | NS  | –   | –   | 70     |
| 5    | Luis Felipe Derani                               | –   | 3   | 3   | NS  | –   | –   | 47     |
| 6    | Gustavo Menezes Loïc Duval                       | –   | –   | –   | 4   | 5   | 4   | 40     |
| 7    | Ryan Briscoe                                     | 3   | –   | –   | –   | –   | –   | 23     |
| 8    | James Rossiter                                   | –   | –   | –   | 4   | 5   | –   | 22     |
| 9    | Nico Müller                                      | –   | –   | –   | –   | –   | 4   | 18     |
| 10   | Jean-Eric Vergne Paul di Resta Mikkel Jensen     | –   | –   | –   | NS  | 4   | NS  | 12     |
| Poz. | Kierowca                                         | SEB | SPA | LMS | MNZ | FUJ | BHR | Punkty |

| Legenda     | Legenda                  |
| Oznaczenie  | Wyjaśnienie              |
| ----------- | ------------------------ |
| Złoty       | Zwycięstwo               |
| Srebrny     | 2. miejsce               |
| Brązowy     | 3. miejsce               |
| Zielony     | Miejsce punktowane       |
| Niebieski   | Miejsce niepunktowane    |
| Niebieski   | Niesklasyfikowany (NS)   |
| Różowy      | Nie ukończył (NU)        |
| Czarny      | zdyskwalifikowany (DK)   |
| Czarny      | Wykluczony (WYK)         |
| Biały       | Nie wystartował (NW)     |
| Biały       | Wyścig odwołany (OD)     |
| Bez koloru  | Wycofany (WYC)           |
| Bez koloru  | Nie został zgłoszony (–) |
| Pogrubienie | Pole position            |

#### Mistrzostwo świata producentów Hypercar
Punkty przyznawane są za najwyższe miejsce na mecie danego producenta.
| Poz. | Producent   | SEB | SPA | LMS | MNZ | FUJ | BHR | Punkty |
| ---- | ----------- | --- | --- | --- | --- | --- | --- | ------ |
| 1    | Toyota      | 2   | 1   | 1   | 2   | 1   | 1   | 186    |
| 2    | Alpine      | 1   | 2   | 4   | 1   | 3   | 3   | 144    |
| 3    | Glickenhaus | 3   | 3   | 3   | NS  | –   | –   | 70     |
| 3    | Peugeot     | –   | –   | –   | 4   | 4   | 4   | 42     |

### LMGTE Pro

#### Mistrzostwo świata kierowców LMGTE
W tabeli ujęto jedynie punktujących zawodników.
| Poz. | Kierowca                                         | SEB | SPA | LMS | MNZ | FUJ | BHR | Punkty |
| ---- | ------------------------------------------------ | --- | --- | --- | --- | --- | --- | ------ |
| 1    | James Calado Alessandro Pier Guidi               | 4   | 1   | 2   | 3   | 1   | 5   | 135    |
| 2    | Kévin Estre Michael Christensen                  | 1   | 2   | 4   | 4   | 3   | 3   | 132    |
| 3    | Antonio Fuoco Miguel Molina                      | 6   | 3   | 3   | 2   | 2   | 1   | 131    |
| 4    | Gianmaria Bruni                                  | 3   | 5   | 1   | 5   | 4   | 4   | 125    |
| 5    | Richard Lietz                                    | 3   | 5   | 1   | WYC | 4   | 4   | 115    |
| 6    | Tommy Milner Nick Tandy                          | 2   | 4   | NU  | 1   | 4   | 2   | 102    |
| 7    | Frédéric Makowiecki                              | –   | –   | 1   | 5   | –   | –   | 60     |
| 8    | Ben Keating Marco Sørensen                       | 7   | 7   | 5   | NU  | 6   | 6   | 46     |
| 9    | Paul Dalla Lana David Pittard Nicki Thiim        | 5   | 8   | 6   | 13  | 10  | 10  | 38     |
| 10   | Henrique Chaves                                  | –   | 7   | 5   | NU  | 6   | 9   | 37     |
| 11   | Daniel Serra                                     | –   | –   | 2   | –   | –   | –   | 36     |
| 12   | Davide Rigon                                     | –   | –   | 3   | –   | 9   | –   | 32     |
| 13   | Laurens Vanthoor                                 | –   | –   | 4   | –   | –   | –   | 24     |
| 14   | Rahel Frey                                       | 10  | 15  | 10  | 7   | 7   | 8   | 22     |
| 14   | Michelle Gatting Sarah Bovy                      | 10  | WYC | 10  | 7   | 7   | 8   | 22     |
| 15   | Christian Ried Sebastian Priaulx Harry Tincknell | 9   | 6   | 12  | 6   | NS  | 13  | 19     |
| 16   | Matteo Cairoli Mikkel Pedersen Nicolas Leutwiler | NS  | 10  | NU  | 8   | 11  | 6   | 17     |
| 17   | Ben Barnicoat                                    | 8   | NS  | NU  | 15  | 13  | 7   | 15     |
| 18   | Ben Barker Michael Wainwright Riccardo Pera      | –   | 11  | 7   | 17  | 17  | 11  | 12     |
| 19   | Florian Latorre                                  | 7   | –   | –   | –   | –   | –   | 9      |
| 20   | Gunnar Jeannette Philip Hyett                    | –   | –   | –   | –   | –   | 7   | 9      |
| 21   | Fred Poordad                                     | 15  | 14  | 8   | 11  | 14  | 17  | 8      |
| 22   | Jan Heylen                                       | –   | 14  | 8   | 11  | 14  | 17  | 8      |
| 23   | Maxwell Root                                     | –   | –   | 8   | –   | –   | –   | 8      |
| 24   | Thomas Flohr Francesco Castellacci               | 14  | 9   | 9   | 14  | 9   | 12  | 8      |
| 25   | Brendan Iribe                                    | 8   | NS  | NU  | 15  | –   | –   | 6      |
| 25   | Oliver Milroy                                    | 8   | NS  | NU  | 15  | 13  | –   | 6      |
| 26   | Nick Cassidy                                     | 14  | 9   | 9   | 14  | –   | 12  | 6      |
| 27   | Charles Fagg Satoshi Hoshino Tomonobu Fujii      | 11  | 12  | NU  | 16  | 8   | 15  | 4      |
| 28   | Giancarlo Fisichella Matteo Cressoni             | 13  | 13  | –   | 9   | 16  | 14  | 2      |
| 29   | Claudio Schiavoni                                | 13  | 13  | NS  | 9   | 16  | 14  | 2      |
| 30   | Franck Dezoteux Pierre Ragues Gabriel Aubry      | NS  | 17  | NU  | 10  | 12  | 18  | 1      |
| 31   | Alexander Sims                                   | –   | –   | NU  | –   | –   | –   | 1      |
| Poz. | Kierowca                                         | SEB | SPA | LMS | MNZ | FUJ | BHR | Punkty |

| Legenda     | Legenda                  |
| Oznaczenie  | Wyjaśnienie              |
| ----------- | ------------------------ |
| Złoty       | Zwycięstwo               |
| Srebrny     | 2. miejsce               |
| Brązowy     | 3. miejsce               |
| Zielony     | Miejsce punktowane       |
| Niebieski   | Miejsce niepunktowane    |
| Niebieski   | Niesklasyfikowany (NS)   |
| Różowy      | Nie ukończył (NU)        |
| Czarny      | zdyskwalifikowany (DK)   |
| Czarny      | Wykluczony (WYK)         |
| Biały       | Nie wystartował (NW)     |
| Biały       | Wyścig odwołany (OD)     |
| Bez koloru  | Wycofany (WYC)           |
| Bez koloru  | Nie został zgłoszony (–) |
| Pogrubienie | Pole position            |

#### Mistrzostwo świata producentów LMGTE
| Poz. | Producent | SEB | SPA | LMS | MNZ | FUJ | BHR | Punkty |
| ---- | --------- | --- | --- | --- | --- | --- | --- | ------ |
| 1    | Ferrari   | 4   | 1   | 2   | 2   | 1   | 1   | 269    |
| 1    | Ferrari   | 6   | 3   | 3   | 3   | 2   | 5   | 269    |
| 2    | Porsche   | 1   | 2   | 1   | 4   | 3   | 3   | 257    |
| 2    | Porsche   | 3   | 5   | 4   | 5   | 4   | 4   | 257    |
| 3    | Chevrolet | 2   | 4   | NU  | 1   | 5   | 2   | 102    |

### LMP2

#### Trofeum endurance dla kierowców LMP2
| Poz. | Kierowca                                             | SEB | SPA | LMS | MNZ | FUJ | BHR | Punkty |
| ---- | ---------------------------------------------------- | --- | --- | --- | --- | --- | --- | ------ |
| 1    | António Félix da Costa Roberto González Will Stevens | 6   | 3   | 1   | 2   | 2   | 3   | 137    |
| 2    | Robin Frijns Sean Gelael                             | 2   | 1   | NU  | 12  | 1   | 1   | 116    |
| 3    | Joshua Pierson Oliver Jarvis                         | 1   | 6   | 5   | 5   | 5   | 2   | 113    |
| 4    | Ferdinand Habsburg Norman Nato Rui Andrade           | 3   | 2   | 10  | 1   | 4   | 5   | 96     |
| 5    | Lorenzo Colombo Louis Delétraz Robert Kubica         | 4   | 7   | 2   | 6   | 6   | 4   | 94     |
| 6    | René Rast                                            | 2   | 1   | NU  | 12  | –   | 1   | 91     |
| 7    | Alex Lynn                                            | –   | 6   | 5   | 5   | 5   | 2   | 75     |
| 8    | Edward Jones Jonathan Aberdein Oliver Rasmussen      | 5   | NS  | 3   | 10  | 3   | 7   | 70     |
| 9    | Filipe Albuquerque Philip Hanson Will Owen           | 7   | 5   | 7   | 13  | 7   | 6   | 50     |
| 10   | Dane Cameron Emmanuel Collard Felipe Nasr            | 8   | 4   | 4   | –   | –   | –   | 42     |
| 11   | Paul di Resta                                        | 1   | –   | –   | –   | –   | –   | 38     |
| 12   | Lilou Wadoux Charles Milesi                          | 12  | 8   | 6   | 14  | 8   | 8   | 30     |
| 13   | Dries Vanthoor                                       | –   | –   | –   | –   | 1   | –   | 25     |
| 14   | Ryan Cullen                                          | 15  | 10  | 13  | 3   | 9   | 9   | 21     |
| 14   | Sébastien Bourdais                                   | –   | 10  | 13  | 3   | 9   | 9   | 21     |
| 15   | Jakub Śmiechowski Esteban Gutiérrez                  | 14  | NS  | 8   | 4   | 11  | NS  | 20     |
| 15   | Alex Brundle                                         | WYC | NS  | 8   | 4   | 11  | NS  | 20     |
| 16   | Sébastien Ogier                                      | 12  | 8   | 6   | –   | –   | –   | 20     |
| 17   | Nico Müller                                          | 15  | 10  | 13  | 3   | –   | –   | 16     |
| 18   | Alessio Rovera François Perrodo Nicklas Nielsen      | 9   | 9   | 11  | 9   | 10  | 10  | 10     |
| 19   | James Allen René Binder Steven Thomas                | 11  | 11  | 9   | 7   | 13  | 12  | 10     |
| 20   | Paul-Loup Chatin                                     | –   | –   | –   | 14  | 8   | 8   | 10     |
| 21   | Jean-Baptiste Lahaye Matthieu Lahaye François Heriau | 10  | 12  | 14  | 8   | 13  | 11  | 6      |
| 22   | Renger van der Zande                                 | –   | –   | –   | –   | 9   | 9   | 5      |
| 23   | Miroslav Konôpka                                     | 13  | NS  | 12  | 11  | –   | 13  | 0      |
| 24   | Tijmen van der Helm                                  | 13  | NS  | –   | 11  | –   | –   | 0      |
| 25   | Bent Viscaal                                         | –   | NS  | 12  | –   | –   | –   | 0      |
| 26   | Mathias Beche                                        | 13  | –   | –   | 11  | –   | 13  | 0      |
| 27   | Fabio Scherer                                        | 14  | –   | –   | –   | –   | –   | 0      |
| 27   | Mike Rockenfeller                                    | 15  | –   | –   | –   | –   | –   | 0      |
| 27   | Tristan Vautier                                      | –   | –   | 12  | –   | –   | –   | 0      |
| 28   | Richard Bradley                                      | –   | –   | –   | –   | –   | 13  | 0      |
| Poz. | Kierowca                                             | SEB | SPA | LMS | MNZ | FUJ | BHR | Punkty |

| Legenda     | Legenda                  |
| Oznaczenie  | Wyjaśnienie              |
| ----------- | ------------------------ |
| Złoty       | Zwycięstwo               |
| Srebrny     | 2. miejsce               |
| Brązowy     | 3. miejsce               |
| Zielony     | Miejsce punktowane       |
| Niebieski   | Miejsce niepunktowane    |
| Niebieski   | Niesklasyfikowany (NS)   |
| Różowy      | Nie ukończył (NU)        |
| Czarny      | zdyskwalifikowany (DK)   |
| Czarny      | Wykluczony (WYK)         |
| Biały       | Nie wystartował (NW)     |
| Biały       | Wyścig odwołany (OD)     |
| Bez koloru  | Wycofany (WYC)           |
| Bez koloru  | Nie został zgłoszony (–) |
| Pogrubienie | Pole position            |

#### Trofeum endurance dla zespołów LMP2
| Poz. | Zespół                        | SEB | SPA | LMS | MNZ | FUJ | BHR | Punkty |
| ---- | ----------------------------- | --- | --- | --- | --- | --- | --- | ------ |
| 1    | #38 Jota                      | 6   | 3   | 1   | 2   | 2   | 3   | 137    |
| 2    | #31 Team WRT                  | 2   | 1   | NU  | 12  | 1   | 1   | 116    |
| 3    | #23 United Autosports USA     | 1   | 6   | 5   | 5   | 5   | 2   | 113    |
| 4    | #41 RealTeam by WRT           | 3   | 2   | 10  | 1   | 4   | 5   | 96     |
| 5    | #9 Prema Orlen Team           | 4   | 7   | 2   | 6   | 6   | 4   | 94     |
| 6    | #28 Jota                      | 5   | NS  | 3   | 10  | 3   | 7   | 70     |
| 7    | #22 United Autosports USA     | 7   | 5   | 7   | 13  | 7   | 6   | 50     |
| 8    | #5 Team Penske                | 8   | 4   | 4   | –   | –   | –   | 42     |
| 9    | #1 Richard Mille Racing Team  | 12  | 8   | 6   | 14  | 8   | 8   | 30     |
| 10   | #10 Vector Sport              | 15  | 10  | 13  | 3   | 9   | 9   | 21     |
| 11   | #34 Inter Europol Competition | 14  | NS  | 8   | 4   | 11  | NS  | 20     |
| 12   | #83 AF Corse                  | 9   | 9   | 11  | 9   | 10  | 10  | 12     |
| 13   | #45 Algarve Pro Racing        | 11  | 11  | 9   | 7   | 13  | 12  | 10     |
| 14   | #35 Ultimate                  | 10  | 12  | 14  | 8   | 12  | 11  | 6      |
| 15   | #44 ARC Bratislava            | 13  | NS  | 12  | 11  | –   | 13  | 0      |
| Poz. | Zespół                        | SEB | SPA | LMS | MNZ | FUJ | BHR | Punkty |

#### Trofeum endurance dla kierowców LMP2 Pro-Am
| Poz. | Kierowca                                              | SEB | SPA | LMS | MNZ | FUJ | BHR | Punkty |
| ---- | ----------------------------------------------------- | --- | --- | --- | --- | --- | --- | ------ |
| 1    | Alessio Rovera François Perrodo Nicklas Nielsen       | 1   | 1   | 2   | 3   | 1   | 1   | 177    |
| 2    | James Allen Rene Binder Steven Thomas                 | 3   | 2   | 1   | 1   | 3   | 3   | 154    |
| 3    | Jean-Baptiste Lahaye Matthieu Lahayee François Heriau | 2   | 3   | 4   | 2   | 2   | 2   | 129    |
| 4    | Miroslav Konôpka                                      | 4   | NS  | 3   | 4   | –   | 4   | 78     |
| 5    | Mathias Beche                                         | 4   | –   | –   | 4   | –   | 4   | 48     |
| 6    | Bent Viscaal                                          | –   | NS  | 3   | –   | –   | –   | 30     |
| 6    | Tristan Vautier                                       | –   | –   | 3   | –   | –   | –   | 30     |
| 7    | Tijmen van der Helm                                   | 4   | NS  | –   | 4   | –   | –   | 30     |
| 8    | Richard Bradley                                       | –   | –   | –   | –   | –   | 4   | 18     |

#### Trofeum endurance dla zespołów LMP2 Pro-Am
| Poz. | Zespół                 | SEB | SPA | LMS | MNZ | FUJ | BHR | Punkty |
| ---- | ---------------------- | --- | --- | --- | --- | --- | --- | ------ |
| 1    | #83 AF Corse           | 1   | 1   | 2   | 3   | 1   | 1   | 177    |
| 2    | #45 Algarve Pro Racing | 3   | 2   | 1   | 1   | 3   | 3   | 154    |
| 3    | #35 Ultimate           | 2   | 3   | 4   | 2   | 2   | 2   | 129    |
| 4    | #44 ARC Bratislava     | 4   | NS  | 3   | 4   | –   | 4   | 78     |

### LMGTE Am

#### Trofeum endurance dla kierowców LMGTE Am
| Poz. | Kierowca                                         | SEB | SPA | LMS | MNZ | FUJ | BHR | Punkty |
| ---- | ------------------------------------------------ | --- | --- | --- | --- | --- | --- | ------ |
| 1    | Ben Keating Marco Sørensen                       | 2   | 2   | 1   | NS  | 1   | 4   | 141    |
| 2    | Paul Dalla Lana David Pittard Nicki Thiim        | 1   | 3   | 2   | 8   | 5   | 5   | 118    |
| 3    | Henrique Chaves                                  | –   | 2   | 1   | NS  | 1   | 4   | 113    |
| 4    | Rahel Frey                                       | 5   | 10  | 6   | 2   | 2   | 3   | 92     |
| 5    | Michelle Gatting Sarah Bovy                      | 5   | WYC | 6   | 2   | 2   | 3   | 92     |
| 6    | Christian Ried Sebastian Priaulx Harry Tincknell | 4   | 1   | 8   | 1   | NS  | 8   | 83     |
| 7    | Matteo Cairoli Mikkel Pedersen Nicolas Leutwiler | NS  | 5   | NU  | 3   | 6   | 1   | 71     |
| 8    | Thomas Flohr Francesco Castellacci               | 9   | 4   | 5   | 9   | 4   | 7   | 58     |
| 9    | Ben Barnicoat                                    | 3   | NS  | NU  | 10  | 8   | 2   | 55     |
| 10   | Michael Wainwright Ben Barker Riccardo Pera      | WYC | 6   | 3   | 12  | 12  | 6   | 50     |
| 11   | Nick Cassidy                                     | 9   | 4   | 5   | 9   | –   | 7   | 46     |
| 12   | Fred Poordad                                     | 10  | 9   | 4   | 6   | 9   | 12  | 38     |
| 13   | Jan Heylen                                       | –   | 9   | 4   | 6   | 9   | 12  | 36     |
| 14   | Satoshi Hoshino Charles Fagg Tomonobu Fujii      | 6   | 7   | NU  | 11  | 3   | 10  | 35     |
| 15   | Florian Latorre                                  | 2   | –   | –   | –   | –   | –   | 28     |
| 16   | Ollie Milroy                                     | 3   | NS  | NU  | 10  | 8   | –   | 28     |
| 17   | Toni Vilander Christoph Ulrich Simon Mann        | 7   | 11  | 7   | 7   | 10  | 11  | 28     |
| 18   | Gunnar Jeannette Philip Hyett                    | –   | –   | –   | –   | –   | 2   | 27     |
| 19   | Claudio Schiavoni                                | 8   | 8   | NS  | 4   | 11  | 9   | 25     |
| 20   | Giancarlo Fisichella Matteo Cressoni             | 8   | 8   | –   | 4   | 11  | 9   | 25     |
| 21   | Brendan Iribe                                    | 3   | NS  | NU  | 10  | –   | –   | 24     |
| 22   | Maxwell Root                                     | –   | –   | 4   | –   | –   | –   | 24     |
| 23   | Franck Dezoteux Pierre Ragues Gabriel Aubry      | NS  | 12  | NU  | 5   | 7   | 13  | 16     |
| 24   | Patrick Lindsey                                  | 10  | 9   | –   | 6   | 9   | 12  | 14     |
| 25   | Davide Rigon                                     | –   | –   | –   | –   | 4   | –   | 12     |
| 26   | Takeshi Kimura                                   | –   | –   | –   | –   | 8   | –   | 4      |
| 27   | Julien Andlauer                                  | 10  | –   | –   | –   | –   | –   | 2      |
| 28   | Christina Nielsen Doriane Pin                    | –   | 10  | –   | –   | –   | –   | 1      |
| 29   | Alessandro Balzan Raffaele Giammaria             | –   | –   | NS  | –   | –   | –   | 0      |
| Poz. | Kierowca                                         | SEB | SPA | LMS | MNZ | FUJ | BHR | Punkty |

| Legenda     | Legenda                  |
| Oznaczenie  | Wyjaśnienie              |
| ----------- | ------------------------ |
| Złoty       | Zwycięstwo               |
| Srebrny     | 2. miejsce               |
| Brązowy     | 3. miejsce               |
| Zielony     | Miejsce punktowane       |
| Niebieski   | Miejsce niepunktowane    |
| Niebieski   | Niesklasyfikowany (NS)   |
| Różowy      | Nie ukończył (NU)        |
| Czarny      | zdyskwalifikowany (DK)   |
| Czarny      | Wykluczony (WYK)         |
| Biały       | Nie wystartował (NW)     |
| Biały       | Wyścig odwołany (OD)     |
| Bez koloru  | Wycofany (WYC)           |
| Bez koloru  | Nie został zgłoszony (–) |
| Pogrubienie | Pole position            |

#### Trofeum endurance dla zespołów LMGTE Am
| Poz. | Zespół                    | SEB | SPA | LMS | MNZ | FUJ | BHR | Punkty |
| ---- | ------------------------- | --- | --- | --- | --- | --- | --- | ------ |
| 1    | #33 TF Sport              | 2   | 2   | 1   | NS  | 1   | 4   | 141    |
| 2    | #98 NorthWest AMR         | 1   | 3   | 2   | 8   | 5   | 5   | 118    |
| 3    | #85 Iron Dames            | 5   | 10  | 6   | 2   | 2   | 3   | 93     |
| 4    | #77 Dempsey-Proton Racing | 4   | 1   | 8   | 1   | NS  | 8   | 83     |
| 5    | #46 Team Project 1        | NS  | 5   | NU  | 3   | 6   | 1   | 71     |
| 6    | #54 AF Corse              | 9   | 4   | 5   | 9   | 4   | 7   | 58     |
| 7    | #56 Team Project 1        | 3   | NS  | NU  | 10  | 8   | 2   | 55     |
| 8    | #86 GR Racing             | WYC | 6   | 3   | 12  | 12  | 6   | 50     |
| 9    | #88 Dempsey-Proton Racing | 10  | 9   | 4   | 6   | 9   | 12  | 38     |
| 10   | #777 D’Station Racing     | 6   | 7   | NU  | 11  | 3   | 10  | 35     |
| 11   | #21 AF Corse              | 7   | 11  | 7   | 7   | 10  | 11  | 28     |
| 12   | #60 Iron Lynx             | 8   | 8   | NS  | 4   | 11  | 9   | 25     |
| 13   | #71 Spirit of Race        | NS  | 12  | NU  | 5   | 7   | 13  | 16     |
| Poz. | Zespół                    | SEB | SPA | LMS | MNZ | FUJ | BHR | Punkty |